# ホラール大学
ホラール大学（Hólaskóli - Háskólinn á Hólum、英: Hólar University）は、アイスランドの大学。

## 学科
以下の学科を置く。
- 養殖業・魚類学科（Department of Aquaculture and Fish Biology）
- 馬学科（Department of Equine Studies）
- 農村観光学科（Department of Rural Tourism）